# HMAS Chinampa
HMAS „Chinampa” – australijski okręt pomocniczy z okresu II wojny światowej, służył w Royal Australian Navy (RAN) w latach 1942-1946.

## Historia

### Chinampa
Kecz o konstrukcji drewnianej„Chinampa” został zbudowany w 1938 w Sydney przez Larsa Halvorsena dla firmy Australasian Petroleum Company z Melbourne.  Statek mierzył 51 stóp i 9,5 cala (15,78 m) długości, 17 stóp i 3,5 cala szerokości (5,27 m), jego pojemność brutto wynosiła 60,45 ton, a net tonnage - 27,04.  Napęd stanowił czterocylindrowy silnik wysokoprężny Vivian o mocy 80 KM, prędkość maksymalna wynosiła 7,5 węzła.

### HMAS Chinampa
Po wybuchu II wojny światowej „Chinampa” została zarekwirowana przez RAN 18 lutego 1942 i weszła do służby jako HMAS „Chinampa” (FY31) 1 kwietnia, 28 sierpnia okręt został odkupiony od poprzedniego właściciela. W czasie wojny „Chinampa” była uzbrojona w pojedynczy karabin maszynowy Vickers (7,7 mm).
W czasie wojny „Chinampa” stacjonowała w Darwin, gdzie służyła jako okręt pomocniczy, „pracując podobnie jak HMAS „Patricia Cam” ale zazwyczaj nie tak daleko od portu”.
28 lipca okręt wraz z HMAS „Southern Cross” wziął udział w operacji Plover w trakcie której zginął jego dowódca.
Okręt służył do zakończenia wojny w różnych rolach, od września 1945 do stycznia 1946 okręty był lichtugą zaopatrzeniową (stores lighter), 12 lutego 1946 został sprzedany, dalsze jego losy nie są znane.

## Lista ofiar załogi „Chinampa”
- commissioned warrant officer Frederick John Henderson - 31 lipca 1942 (KIA)[7]